# 鈴木平一郎
鈴木 平一郎（すずき へいいちろう、1896年2月18日 - 1971年10月5日）は、日本の政治家。衆議院議員（1期）。清水市長。

## 経歴
静岡県清水市（現静岡市）出身。1914年早稲田大学商科卒。清水市議、同参事会員、静岡県議、同副議長などを経て、1946年の第22回衆議院議員総選挙に静岡県（当時は大選挙区制）から立候補して当選した。衆議院議員を1期務めた後、清水市農地委員、同委員長を歴任し、1955年の清水市長選挙に立候補して当選した。
市長在職中は市内に住宅が増設され、日本平にテレビ塔とロープウェイが開設。1957年には静岡で国体が開かれ、天皇、皇后の視察を受けた。このほか、石岩ふ頭（富士見ふ頭）の完成や大型漁船の建造も進められた。
1959年に市長を退任した。このほか清水青果市場社長、清水観光協会会長なども務めた。1971年死去。